# Konrad z Ascoli
Konrad z Ascoli OFM, wł. Corrado d'Ascoli (ur. 18 września 1234 w Ascoli Piceno, zm. 19 kwietnia 1289 tamże) – włoski franciszkanin, kapłan, błogosławiony Kościoła katolickiego.

## Życiorys
We franciszkańskim spisie hagiograficznym z 1335 Catalogus sanctorum fratrum minorum zostaje wymieniony z określnikiem vir sanctus (święty mąż). Kronikarze franciszkańscy z XV-XVI w. odnotowywali jego imię i miejsce pochówku w Ascoli Piceno (Marian z Florencji, Jakub Oddi, Marek z Lizbony). W 1637 Luke Wadding w Annales minorum zamieścił życiorys Konrada z Ascoli, napisany w oparciu o domniemane akta procesu informacyjnego nad cnotliwością życia. Wszystkie późniejsze źródła dotyczące życia błogosławionego właściwie opierają się na tym tekście. Wykazano jednakże, iż kolejność faktów zbytnio przypomina biografię innego współczesnego Konradowi franciszkanina, mianowicie Hieronima Masciego, późniejszego papieża Mikołaja IV. Nie udało się dotrzeć do oryginału owych akt, w których posiadaniu miały znajdować się władze miasta Ascoli Piceno. Żywot powstał więc bez odniesienia do prawdziwych źródeł, najprawdopodobniej z okazji odnowienia tradycji liturgicznej kultu błogosławionego, jakiej dokonali w 1619 franciszkanie konwentualni z Ascoli. "Odtworzenie" żywota podyktowane było przepisami zawartymi w konstytucji Caelestis Hierusalem cives papieża Urbana VIII z 5 lipca 1634 odnośnie do kultu świętych i błogosławionych.

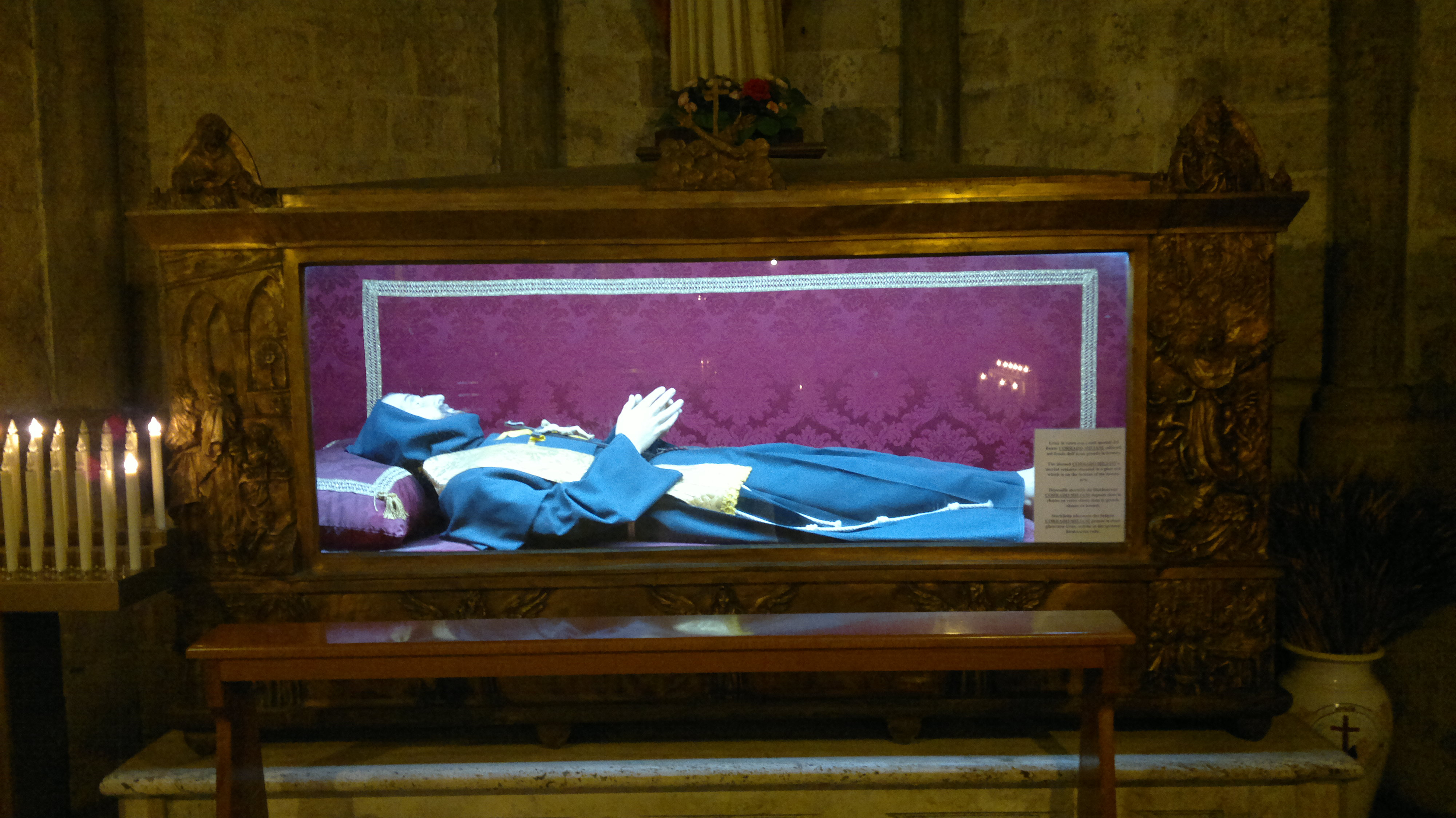
Relikwie bł. Konrada w klasztorze w Ascoli

Według nieopartego na żadnych źródłach życiorysu z Annales minorum, wciąż i wciąż odwołującego się w prezentacji faktów do biografii papieża franciszkanina Mikołaja IV, Konrad miał wstąpić do Braci Mniejszych wraz z Hieronimem Mascim w Klasztorze św. Wawrzyńca w Ascoli. Obaj zostali skierowani w celach formacyjnych, najpierw do Asyżu, a następnie do Perugii. Potem obaj mieli być lektorami teologii w Rzymie. Gdy w 1274 Masci został wybrany generałem franciszkanów, Konrad miał udać się na misje do Libii, co jest niemożliwe, bo nie odnotowane zostało w żadnej kronice misyjnej na tych terenach. Informacja o udaniu się na misję wydała się też mało prawdopodobna późniejszym autorom życiorysów Konrada z Ascoli, nikt jej już nie powtórzył. Gdy w 1277 papież Mikołaj III wysłał Hieronima Mascię z misją dyplomatyczną do Paryża, w grupie osób mu towarzyszących miał znajdować się Konrad. Według Waddinga miał udać się do Paryża bezpośrednio z Libii. Po powrocie do Rzymu Mascia został wyniesiony do godności kardynalskiej. W tym samym czasie Konrad miał pełnić posługę kaznodziei w Rzymie. Po dwóch latach powrócił jednak do Paryża, gdzie wykładał teologię. Gdy Mascia został papieżem w 1288, przyjmując imię Mikołaja IV, miał wezwać Konrada z Francji, by obdarzyć go kapeluszem kardynalskim. Po drodze Konrad przybył 3 marca 1289 do Ascoli Piceno, gdzie po krótkiej chorobie zmarł 19 kwietnia tego samego roku. Zgodnie z życzeniem przyjaciela nad miejscem pochówku Konrada w Kościele św. Wawrzyńca w Ascoli wzniesiono okazały grobowiec. Ciało błogosławionego przeniesiono do Kościoła pw. św. Franciszka w Ascoli 28 maja 1371. Kult zaaprobował 30 sierpnia 1783 papież Pius VI. Opublikowane w 1638 Martyrologium franciscanum autorstwa Arthurusa a Monasterio wyznaczało jako datę wspomnienia liturgicznego 5 lipca. Obecnie wspomnienie obchodzone jest 19 kwietnia, zgodnie z datą podaną przez Waddinga.